# Sammlung Sophie und Emanuel Fohn
De Sammlung Sophie und Emanuel Fohn is de kunstverzameling van het verzamelaars- en kunstenaarsechtpaar Sophie en Emanuel Fohn.

## Situering
De kunstverzameling is door de stichters bewust opgevat als waarschuwing tegen elke vorm van totalitair-politieke houding jegens kunst en voor de vrijheid in de kunstbeoefening.  
De gehele verzameling komt oorspronkelijk voort uit Duits publiek museumbezit, waarvan de moderne kunstafdeling gedurende het Duitse nationaalsocialisme (1933-1945) in de actie tegen Entartete Kunst in beslag genomen werd en gedeeltelijk tegen buitenlandse valuta werd geruild. 
Sophie en Emanuel Fohn besloten spontaan zich voor de bedreigde kunstwerken in te zetten en kochten talrijke werken op. Zij ruilden hun vroegere collectie kunstwerken van 18e- en 19e-eeuwse meesters in voor beeldend werk van destijds "ontaard" genoemde kunstenaars in samenspraak met het toenmalige Reichsministerium für Volksaufklärung und Propaganda. De collectie werd in 1964 geschonken aan de Bayerische Staatsgemäldesammlungen met hoofdvestigingen in de Alte Pinakothek en de Neue Pinakothek te München en is nog steeds te bezichtigen.

## Een keuze uit de werken
- Jankel Adler: Herr Cléron, der Katzenzüchter, 1925
- Ernst Barlach: der Alb, 1911
- Paula Modersohn-Becker, Die Alte Bredow, 1902
- Max Beckmann: See bei Mondschein, 1934
- Heinrich Campendonk: Zwei Frauen am Tisch, 1922
- Lovis Corinth: Walchensee mit Bergkette und Uferhang, 1925
- Otto Dix: Sappenkopf, 1920
- Lyonel Feininger: Gelmeroda VII, 1918
- Xaver Fuhr: Haven mit gelbem Haus, 1930
- George Grosz: Jakobstraße, 1920
- Erich Heckel: Portret van Siddi Heckel, 1914
- Carl Hofer: Großer Karneval, 1928
- Adolf Hölzel: Einzug Christi in Jerusalem, 1915
- Alexej von Jawlensky: Länglicher Kopf in Braunrot, 1913
- Wassily Kandinsky: Graue Form, 1922
- Ernst Ludwig Kirchner: Absalmons Tod, 1918/19
- Paul Klee: Abenteuerschiff, 1927
- Oskar Kokoschka: Sitzendes Mädchen, 1918
- Käthe Kollwitz: Die Überlebenden, 1923
- Alfred Kubin: Der Doppelgänger, 1913
- August Macke: Mädchen unter Bäumen, 1914
- Franz Marc: Der Mandrill, 1913
- Gerhard Marcks: Trommler, 1921
- Ludwig Meidner: Zelfportret, 1915
- Paula Modersohn-Becker : Kinderakt mit Goldfischglas, 1906/07
- Otto Mueller: Badende Mädchen unter Bäumen, jaren twintig
- Emil Nolde: Ballett, 1922
- Max Pechstein: Weißes Haus, rond 1910
- Christian Rohlfs: Garben, um 1911
- Egon Schiele: Sitzendes Mädchen, 1911
- Oskar Schlemmer, Komposition mit Figuren, 1923
- Karl Schmidt-Rottluff: Baum und Mond, rond 1935
- Else Lasker-Schüler: Der Fakir, voor 1919
- Johanna Schütz-Wolff: Wandkleed, 1922
- Rabindranath Tagore: Kopf